# Altaf Fatima
Altaf Fatima (en urdu: الطاف فاطمہ, Lucknow, 10 de junio de 1927-Lahore, 29 de noviembre de 2018) fue una escritora, novelista urdu, cuentista y docente pakistaní (se especializa en Muhammad Iqbal). Su novela El que no preguntó (en urdu: Dastak Na Do‎) es considerada como una de las obras definitorias en el idioma urdu. Una adaptación fue presentada en la televisión de Pakistán y una traducción abreviada fue serializada por la publicación de Karachi Herald.

## Obras

### Novelas
- Nishaan-i-Mehfil
- El que no preguntó
- Chalta Musafir
- Khwabgar

### Colecciones de historias cortas
- Woh Jissay Chaha Gaya
- Jub Diwaarien Girya Karti Hain
- Taar-i-Ankaboot
- Deed Wadeed

### Traducciones
- Naghmay ka Qatal (traducción al urdu de la novela de Harper Lee To Kill a Mockingbird)
- Mere Bachay Meri Daulat
- Barrey Aadmi, Aur Unke Nazariyat, colección de ensayos políticos
- Moti, The Pearl de John Steinbeck
- Sach Kahaniyan, traducción al urdu de cuentos gujaratis, marathis, tamiles e hindis
- Zaitoon ke Jhund, traducción al urdu de cuentos del Oriente Medio
- Japani Afsana Nigar Khawateen, traducción al urdu de una colección de cuentos japoneses